# Luperina rhododendron
Luperina rhododendron är en fjärilsart som beskrevs av Karl Schawerda 1914. Luperina rhododendron ingår i släktet Luperina och familjen nattflyn. Inga underarter finns listade i Catalogue of Life.